# Babe (Bragança)
Babe é uma povoação portuguesa sede da Freguesia de Babe do Município de Bragança, freguesia com 25,62 km² de área e 209 habitantes (censo de 2021), tendo, por isso, uma densidade populacional de 8,2 hab./km².
A freguesia é constituída por duas aldeias, Babe e Labiados. Situada num planalto, fica a cerca de 15 km a nascente da cidade de Bragança, à qual se tem acesso pelas EN 218 e EN 308. Ocupa a orla meridional do Parque Natural de Montesinho, sendo o seu território montanhoso, de cota acima dos 750 metros. Nos limites ocidental e setentrional corre o rio Igrejas e seus afluentes. 

## Demografia
A população registada nos censos foi:
| Distribuição da População por Grupos Etários | Distribuição da População por Grupos Etários | Distribuição da População por Grupos Etários | Distribuição da População por Grupos Etários | Distribuição da População por Grupos Etários |
| -------------------------------------------- | -------------------------------------------- | -------------------------------------------- | -------------------------------------------- | -------------------------------------------- |
| Ano                                          | 0-14 Anos                                    | 15-24 Anos                                   | 25-64 Anos                                   | > 65 Anos                                    |
| 2001                                         | 27                                           | 25                                           | 129                                          | 96                                           |
| 2011                                         | 10                                           | 24                                           | 96                                           | 108                                          |
| 2021                                         | 13                                           | 8                                            | 78                                           | 110                                          |

## Toponímia
De acordo com o linguista e arabista José Pedro Machado, o nome «Babe» provém do latim tardio Villa Babi, que significa «herdade ou quinta de Babo», sendo que Babo se reportaria ao nome de algum latifundiário proprietário de terras na referida região.
A teoria de que o topónimo Babe, proviria do étimo árabe Bab, que significa «porta», propalada no início do séc. XX, foi refutada pelo sobredito arabista português.

## História
Babe é um lugar mítico, com particular significado na evolução histórica de Portugal. Achados arqueológicos confirmam a existência de povoamento em Babe, pelo menos, desde a época romana. O primeiro documento a referir a paróquia, com orago de S. Pedro, é o das Inquirições de 1258. Junto de Babe ter-se-á realizado, em 26 de março de 1387, o histórico tratado entre D. João I e o duque de Lencastre, pelo qual este abdica de todos os direitos eventuais sobre Portugal. Uma placa comemorativa, inaugurada a 4 de Março de 1960, lembra os visitantes que "Aqui, a 26 de março de 1387, D. Filipa de Lencastre se despediu de seus pais, Duques de Lencastre, pelo seu casamento com D. João I, a 2 de Fevereiro de 1387, o qual daria à nação e ao mundo o Infante D. Henrique, o Navegador". Terá sido, ainda, em Babe que a rainha Santa Isabel entrou em terras lusitanas, quando veio para Portugal. Uma antiga tradição popular, quiçá lendária, regista a passagem, pelo aro da freguesia, de uma grande estrada, dita “das Dueñas”, porque teria sido mandada erigir para a passagem da Rainha Santa Isabel. 

## Tratado de Babe
A 26 de março de 1387 foi realizado o Tratado de Babe, em que o Duque Lencastre se despediu de sua filha D. Filipa de Lencastre, já casada com D. João I, Rei de Portugal, ficando aqui consagrada a Aliança que permitiria uma cooperação profícua com a Inglaterra.
D. João I, Rei de Portugal, ofereceu auxílio ao Duque de Lencastre (John of Gaunt, quarto filho do Rei Eduardo III de Inglaterra), para provocar a divisão das forças de Castela. O Inglês desembarcou na Corunha, seguindo depois para Melgaço, onde se avistou com D. João I. Nesse encontro, estipularam as condições, que comportavam, entre outras, o casamento de uma das suas filhas, vindo a casar D. Filipa de Lencastre com D. João I e outra em Espanha, para firmar outro acordo.
Enquanto as tropas do Duque Inglês seguiram para Bragança, o casamento consumou-se na cidade do Porto. Como os homens de D. João I se haviam de juntar às tropas de Lencastre, encontraram-se em terras de Babe. Durante este encontro, foi negociado o Tratado de Babe, que obrigava o dito Duque a abdicar de quaisquer direitos que pudesse vir a ter sobre a coroa portuguesa. Face à importância deste acontecimento foi feito à entrada da aldeia um monumento evocativo do Tratado de Babe.

## Aldeias
A freguesia é composta por 2 aldeias: Babe e Labiados.

## Património
- Igreja de São Pedro de Babe
- Capela de São Sebastião
- Capela de São José
- Museu Etnográfico de Babe

## Castro
O Castro de Babe ou Castro da Sapeira fica a 2,5 km a sudoeste da povoação e situa-se no cume de um outeiro inacessível a nordeste. Tem de área 350x150 metros, é cercado por muro de pedra solta e nas partes falhas de defesa natural por três parapeitos e respectivos fossos, distanciados entre si de 54x150x320 metros. Tinha duas portas, uma a Sul e outra a Sueste. Por volta de 1898, A. Pereira Lopo refere a “grandeza” do Castro de Babe, o qual teria sido importante estação em época romana, tomando em conta os monumentos epigráficos ali recolhidos. Nomeadamente uma ara votiva dedicada a Júpiter, com a característica inscrição iniciada por “I.O.M.”, e uma lápide funerária “em que ainda se liam A1 e EQVITIAL(ae)II, e se via um baixo-relevo com vestígios de três figuras”, na parte inferior. O mesmo autor refere ainda o aparecimento de um “marco miliário de granito grosseiro e muito fragmentado”.